# Емелюков, Денис Александрович
Денис Александрович Емелюков (род. 1985, Димитровград, Ульяновская область) — российский самбист, чемпион России и мира по боевому самбо.

## Спортивные результаты
- Чемпионат России по боевому самбо 2007 года — ;
- Чемпионат России по боевому самбо 2008 года — ;